# 刘守素
刘守素（?—?），十国南漢宗室，后主劉鋹的第三子。
南漢后主劉鋹有4子，刘守素为第三子。生母不詳。史书没有记载刘守素在南汉的封爵，971年，南汉灭亡，刘守素和劉鋹一起投降宋朝。刘守素在宋朝咸平年间被封为侍禁。他家贫，宋真宗下诏赐给他白金百两。对宰相说这些伪王子生活窘迫，是他们原来奢侈的缘故。刘守素后来官至内殿崇班，天禧年间，录为閤门祗候。